# Trimeresurus septentrionalis
Trimeresurus albolabris septentrionalis là một loài rắn trong họ Rắn lục. Loài này được Kramer mô tả khoa học đầu tiên năm 1977.